# تپه کولین بایر
تپه کولین بایر مربوط به سده‌های اولیه دوران‌های تاریخی پس از اسلام - سده‌های ۱ تا ۵ ه‍.ق است و در شهرستان مشگین‌شهر، بخش مرکزی، دهستان دشت، روستای زیرزمین واقع شده و این اثر در تاریخ ۲۸ اسفند ۱۳۸۵ با شمارهٔ ثبت ۱۸۹۹۹ به‌عنوان یکی از آثار ملی ایران به ثبت رسیده است.